# (14960) Yule
(14960) Yule est un astéroïde de la ceinture principale.

## Description
(14960) Yule est un astéroïde de la ceinture principale. Il fut découvert le 21 mai 1996 à Prescott (Arizona) par Paul G. Comba. Il présente une orbite caractérisée par un demi-grand axe de 2,57 UA, une excentricité de 0,06 et une inclinaison de 1,0° par rapport à l'écliptique.

## Compléments